# Brighton Pier
50°48′59″N 0°08′14″V / 50.81639°N 0.13722°V
Brighton Marine Palace and Pier er et forlystelsessted på en mole vinkelret ud fra kysten i Brighton, England. Stedet var tidligere kendt som Palace Pier før det blev omdøbt til Brighton Pier i 2000 af dets ejere, Noble Organisation.
Arbejdet på bygningen af Palace Pier startede i 1891 og den åbnede i maj 1899. Byggeomkostningerne var på rekordhøje £137.000.
Der udbrød brand på The Palace Pier den 4. februar 2003, men brandens skader var begrænset og det meste af molen kunne åbne igen næste dag.